# Drużynowe mistrzostwa Albanii w szachach
Drużynowe mistrzostwa Albanii w szachach (alb. Kampionati Kombetar Ekipor) – drużynowe rozgrywki szachowe w Albanii, organizowane przez Federata Shqiptare e Shahut. Zwycięzca rozgrywek zostaje mistrzem kraju.

## Historia
Inauguracyjne rozgrywki odbyły się w 1969 roku, a zwycięzcą zostało Dinamo Tirana. W latach 1992–1995 i 1997 nie rozegrano mistrzostw. Do 2015 roku mistrzostwa odbywały się z udziałem mężczyzn, w 2016 roku przyjęto formułę otwartą.

## Zwycięzcy
Źródło: Albanian Chess History

- 1969: Dinamo Tirana
- 1970: 17 Nëntori Tiranë
- 1971: Dinamo Tirana
- 1972: Partizani Tirana
- 1973: Studenti Tirana
- 1974: Lokomotiva Durrës
- 1975: 17 Nëntori Tiranë
- 1976: Dajti Tirana
- 1977: 17 Nëntori Tiranë
- 1978: Dajti Tirana
- 1979: Dajti Tirana
- 1980: Lokomotiva Durrës
- 1981: Lokomotiva Durrës
- 1982: Lokomotiva Durrës
- 1983: Dajti Tirana
- 1984: Dajti Tirana
- 1985: Lokomotiva Durrës
- 1986: Dinamo Tirana
- 1987: Partizani Tirana
- 1988: 17 Nëntori Tiranë
- 1989: 17 Nëntori Tiranë
- 1990: Dajti Tirana
- 1991: Teuta Durrës
- 1996: Teuta Durrës
- 1998: Partizani Tirana
- 1999: Studenti Tirana
- 2000: Dinamo Tirana
- 2001: Studenti Tirana
- 2002: Studenti Tirana
- 2003: Studenti Tirana
- 2004: Studenti Tirana
- 2005: Butrinti Saranda
- 2006: Luftëtari Gjirokastër
- 2007: Butrinti Saranda
- 2008: Vllaznia Szkodra
- 2009: Butrinti Saranda
- 2010: Veleçiku Koplik
- 2011: Teuta Durrës
- 2012: Teuta Durrës
- 2013: Butrinti Saranda
- 2014: Nafëtari Kuçovë
- 2015: Butrinti Saranda
- 2016: Nafëtari Kuçovë
- 2017: Nafëtari Kuçovë
- 2018: Nafëtari Kuçovë
- 2019: SK Tirana
- 2020: SK Tirana
- 2021: SK Tirana
- 2022: Butrinti Saranda
- 2023: Butrinti Saranda[3]
- 2024: Partizani Tirana[4]